# Sestra fusiplagiata
Sestra fusiplagiata là một loài bướm đêm trong họ Geometridae.